# Comment ça va je m'en fous
Comment ça va je m'en fous est un court métrage français réalisé par François de Roubaix et sorti en 1976.
Le réalisateur, mort en 1975, n'aura pas eu le temps de voir son film dans sa version définitive projeté en salles, ni de recevoir le César du meilleur court métrage attribué en 1977.
"L'atelier", musique composée pour la bande sonore du film documentaire Voyage au bout du monde, réalisé en 1974 par Jacques-Yves Cousteau, et refusée par ce dernier, a été réutilisée par de Roubaix pour ce court-métrage.

## Synopsis
L'amour permet à deux personnages de dialoguer, et ce malgré le bruit du monde moderne.

## Fiche technique
- Réalisation : François de Roubaix
- Format : 35 mm sépia
- Durée : 10 minutes
- Production déléguée : Films Du Centaure
- Producteur délégué : Paul de Roubaix
- Directeur de la photo : Georges Lendi
- Assistant opérateur : Guy Lecouvette
- Musique : François de Roubaix
- Scénario : François de Roubaix
- Ingénieur du son : Jean Charrière
- Monteur : Bruno Zincone
- Mixeur : Maurice Gilbert
- Visa d'exploitation : N°43500
- Visa délivré le 21 avril 1975
- Date de sortie : 1976

## Distribution
- Yves Josso
- Nathalie Lafaurie

## Musiques notables
- L'Atelier [04:12] est à l'origine un morceau composé pour la bande sonore du film Voyage au bout du monde réalisé par Jacques-Yves Cousteau en 1974, mais refusée par ce dernier. Il la trouvait trop avant-gardiste. Composition présente sur certaines compilations telles que L'Antarctique et autres séances électroniques rue de Courcelles[2] ou encore Le Monde Electronique de François de Roubaix Volume 2.

## Distinctions
- 1977 : César du meilleur court métrage de fiction[3]